# Rofo
Rofo was een Belgische synthpop- en discoband. De groep had in 1987 een hit met het nummer Rofo's Theme. Daarvoor hadden ze bescheiden hitjes met onder andere Flashlight On A Disconight in 1983, You've Got To Move It On en I Want You in 1984.

## Geschiedenis
Rofo werd in 1982 opgericht door Ronny Verept en Fonny De Wulf. De eerste twee initialen van hun respectieve eerste namen vormen de naam Rofo. Hun eerste single (Watch Out) Here They Come en de daaropvolgende single Flashlight On A Disconight  produceerde de voormalige nieuwkomer samen met Peter Vriends (Vocal s) en producer Ray "Flashlight" Muylle in hun eigen vroegere soundtrack studio.
In 1984 heeft Rofo de single I Want You uitgebracht, maar met een nieuwe zanger: John Sauli. Love Beach, gecomponeerd en geproduceerd door Rob van Eijk en Michiel van der Kuy (co-producent van Koto en Laserdance). Het werd gevolgd door de eerste publicatie van de zeer succesvolle single Rofo's Theme en begin 1988, het eerste album Rofo, genoemd naar de groep. Hetzelfde jaar, The Album / The '88 Remix Album werd opnieuw herzien en aangevuld met nieuwe mixen en nummers. Ook de iets opgefrist enkele Rofo's Theme (Let's Go) kwam nieuw. 
De laatste nieuwe song van Rofo kwam in 1987 met Rofo's Theme 2. Daarna was er slechts een nieuwe editie van deze succesvolle single Rofo's Theme uitgebracht.

## Discografie

### Albums
- Rofo - 1988
- The Album (ook wel bekend als The CD Album of The '88-Remix Album) - 1988
- Rofo's Theme: Back in Time - 2007

### Singles
- (Watch Out) Here They Come - 1982
- Flash Light op Disco Night - 1983
- You've Got To Move It On - 1984
- I Want You - 1984
- You've Got To Move It On (US Remix) - 1986
- Beach Love - 1987
- Rofo's Theme (Let's Go) - 1987
- Rofo's Theme (The Rhythm Remix) - 1989
- Rofo's Theme 2 / Don't Stop - 1990
- Rofo's Theme (Big Bird Remix) / Loading-Bay-Megamix-Vol I - 1990
- Rofo's Theme (PWL Mix) - 1992
- Rofo's Theme - '92 Remixes - 1992
- Rofo / Cyber people -  Rofo's Theme / Void Vision - 1998
- Rofo's Theme [2005] - 2005

## Andere
- 1995 door de groep Q-Club Rofos titel Rofo's Theme in de '95 Euro-House versies van het label Dance Streett Records op een 12inch vinylplaat werd gepubliceerd.
- Gepubliceerd in 1996, Ultimate Buzz featuring Mc Bee Rofo's Theme als Techno - en Gabber variant. Volgde in 1997 een Remix.
- 1998 opnieuw uitgebracht door het label ZYX Music Rofo's Theme, samen met de groep en hun Cyber People Void Vision titel in een Limited Edition 12inch.
- Rofo's Theme is ook het themalied van de Duitse Catch Wrestling League EWP (Europese Wrestling promotie), ook wordt het gebruikt als inlaat en de vorming team, Muziek in het voetbal gebruikt (bijv. Anker Wismar, Hansa Rostock  of Eintracht Braunschweig).
- Rofo's Theme was het thema muziek van de ZDF spektakel voor de kinderen cross-head 1991-1995.